# Crucifix du Maestro di San Francesco (Londres)
Le Crucifix du Maestro di San Francesco de Londres  est un crucifix peint a tempera et à l'or sur panneau de bois. Réalisé vers 1270-1285 environ, il est attribué[Par qui ?] au Maestro di San Francesco, et conservé à la  National Gallery de Londres.

## Description
Le Christ est du type  dolens, de la représentation humanisante franciscaine et dominicaine :
Le Christ se doit d'être alors représenté mort sur la croix et marqué par la souffrance (et non plus triomphant ou résigné) :
- la tête baissée sur l'épaule ;
- les yeux fermés ou absents, énucléés (orbites vides) ;
- avec des marques de douleur sur le visage ;
- la bouche incurvée vers le bas ;
- les plaies saignantes (mains, pieds et flanc droit) ;
- le corps déhanché, arqué dans un spasme de douleur, subissant son poids terrestre ;
- les muscles et les côtes schématisés.

En haut de la croix le titulus effacé affiche un fond rouge.
Entre la tête du Christ et ce titulus, on constate un rond d'or au dessin effacé qui devait contenir l'habituel Christ rédempteur. 
Les potences de la croix comportent une texture géométrique à diagonale et chacune des deux du patibulum, deux ronds d'or.